# Muhl
Muhl är en svensk adelsätt, med usprung från Tyskland via Danmark.
Stamfadern Vilhelm Maule död 1659 i Narva, var i svensk krigstjänst och bevistade slaget vid Kirkholm 1605 och blev sedan flera gånger illa kväst och sårad.  Överste och kommendant på Arensburg 1645 då han fick förläning på Akerois by i Hollola socken, i Finland Ståthållare på Kockenhusen 1646-07-31. Kommendant i Narva fram till sitt avsked 1645. 
Vilhelm Maules två söner Jurgen Vilhelm Muhl (död 1704) och Adam Gustaf Muhl (1653-1714) adlades 1693 på Stockholms slott av kung Karl XI med oförändrat namn, och introducerades 1699 under nuvarande nummer 1351.
Adam Gustafs ättegren utgick 1760.

## Källa
- Adelsvapen-wiki
- Riddarhuset